# 인터넷 리서치 에이전시
인터넷 리서치 에이전시(Internet Research Agency, IRA, 러시아어: Агентство интернет-исследований, 로마자 표기: Agentstvo internet-issledovaniy)는 러시아 비즈니스 및 정치적 이익을 대신하여 온라인 선전 및 영향력 행사에 참여한 러시아 회사였다. 바그너 그룹의 지도자이자 러시아 상트페테르부르크에 본거지를 둔 전 러시아 과두제 예브게니 프리고진과 연결되어 있었다.
이 기관은 2016년 러시아 언론인 안드레이 자카로프가 프리고진의 "트롤 공장"에 대한 조사를 발표하면서 처음 언급되었다. 최근 미국 선거에서 러시아의 활동과 의도를 평가하는 미국 정보 커뮤니티에서 발행한 2017년 1월 보고서에서는 이 기관을 트롤 농장으로 묘사했다. "상트페테르부르크에 위치한 전문 트롤 인터넷 연구 기관의 자금 조달자로 추정되는 사람은 [블라디미르] 푸틴의 가까운 동맹이자 러시아 정보부와 연계되어 있다."라고 말하면서 "그들은 이전에 우크라이나에서 러시아의 행동을 지원하는 데 전념했으며 [그리고] 빠르면 2015년 12월부터 트럼프 후보를 옹호하기 시작했다."라고 말했다.
이 기관은 우크라이나와 중동을 포함한 국내외 정책에 대한 크렘린의 이익을 홍보하고 2016년 미국 대통령 선거에 영향력을 행사하기 위해 주요 소셜 네트워킹 사이트, 토론 게시판, 온라인 신문 사이트 및 비디오 호스팅 서비스에 등록된 가짜 계정을 사용했다. 2015년에는 기관 한 건물에서 1000명 이상의 직원이 근무한 것으로 알려졌다.
이 기관이 소셜 미디어를 사용하여 여론에 영향을 미치려고 시도한 정도는 2014년 6월 버즈피드 뉴스(BuzzFeed News) 기사가 그해 초 해커가 게시한 정부 문서에 대해 크게 확대된 이후 더 잘 알려졌다. 인터넷 리서치 에이전시는 2015년 6월 사무실 중 한 곳이 편향된 인터넷 트롤링에 사용된 가짜 계정의 데이터를 보유하고 있는 것으로 보고되면서 더 많은 주목을 받았다. 그 후, 이러한 작업을 수행한 대가로 개인이 금전적 보상을 받았다는 뉴스 보도가 있었다.
법무부에 따르면 2018년 2월 16일, 미국 대배심은 러시아 국민 13명과 인터넷 리서치 에이전시를 포함한 러시아 기관 3곳을 "미국 선거 및 정치적 절차"를 방해할 의도로 형법을 위반한 혐의로 기소했다. 2023년 7월 1일, 바그너 그룹의 반란의 여파로 인터넷 리서치 에이전시가 폐쇄될 것이라고 발표되었다.

## 같이 보기
- 우마오당
- 아스트로터핑
- 넷 우익
- 2016년 미국 대통령 선거에 대한 러시아의 개입
- 러시아 웹 여단